# Mirošov u Jihlavy
Mirošov (deutsch Miroschau) ist eine Gemeinde in Tschechien. Sie liegt zehn Kilometer westlich des Stadtzentrums von Jihlava und gehört zum Okres Jihlava.

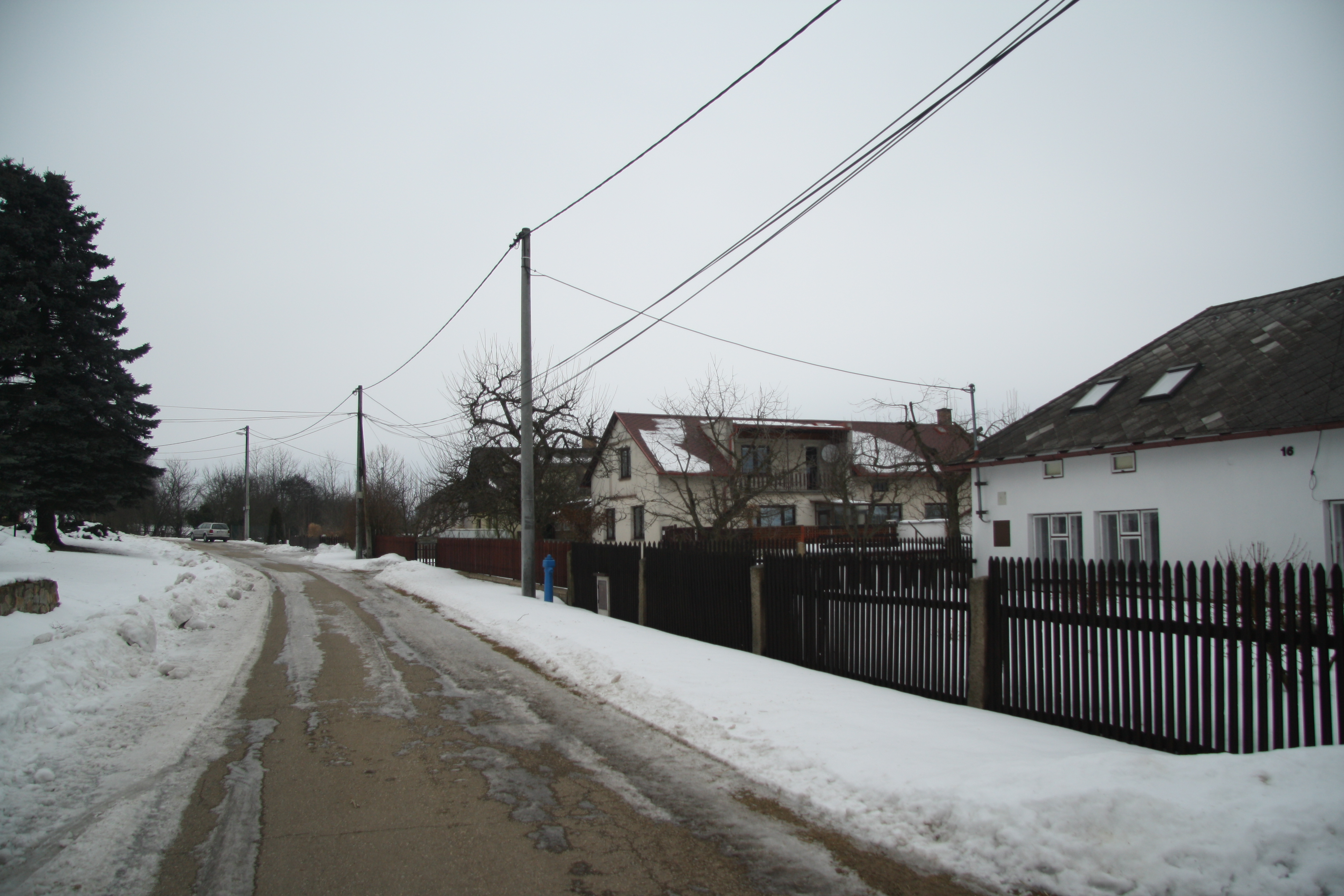
Ortsteil Jedlov

## Geographie
Mirošov befindet sich rechtsseitig über dem Tal des Baches Jedlovský potok in der Böhmisch-Mährischen Höhe am nordöstlichen Rande des Naturparks PP Čeřínek. Der böhmische Ort liegt drei Kilometer westlich der durch die Jihlava gebildeten historischen Landesgrenze zu Mähren. Östlich liegt der Stausee Hubenov. Südwestlich erheben sich der Huťský vrch (710 m) und Čeřínek (761 m), im Westen die Březina (743 m).
Nachbarorte sind Jedlov und Starý Hubenov im Norden, Nový Hubenov und Pančava im Osten, Dvorce und Klepák im Südosten, Cejle im Süden, Hutě und Nový Hojkov im Südwesten, Větrov und Na Bahnech im Westen sowie Boršov und Zbuzany im Nordwesten.

## Geschichte
Die erste urkundliche Erwähnung des Dorfes erfolgte im Jahre 1361.
Am Übergang vom 16. zum 17. Jahrhundert errichteten die Vladiken von Řísnice in Mirošov eine Feste. Die Herren Wrazda von Kunwald (Vražda z Kunvaldu) ließen die Feste im 18. Jahrhundert zu einem dreiflügeligen Barockschloss umbauen. Zum Ende des 18. Jahrhunderts erwarb die Familie von Reichl das Gut Miroschau und ließ das Schloss am Beginn des 19. Jahrhunderts im neogotischen Stil mit einem viergeschossigen Turm umbauen. Unter den Reichl entstand auf Schloss Miroschau eine umfangreiche archäologische Sammlung.
Nach der Aufhebung der Patrimonialherrschaften bildete Mirošov / Miroschau mit den Ortsteilen Jedlov / Jedlau und Mirošovské Hutě / Glashütte ab 1850 eine Gemeinde im Bezirk Pelhřimov. Zu Beginn des 20. Jahrhunderts erwarb die Familie Steinbach das Schloss Miroschau. 1945 besetzte die Rote Armee das Schloss und nahm es in Beschlag. Nach deren Abzug erhielt es Eugenie Steinbach zunächst zurück. 1948 wurde das Schloss verstaatlicht und im Jahr darauf an die Staatsgüter in Jihlava angegliedert. Ebenfalls 1949 wurde die Gemeinde Mirošov dem Okres Jihlava-okolí zugeordnet und seit 1961 gehört sie zum Okres Jihlava. Das als Kulturdenkmal geschützte Schloss verfiel und wurde 1986 ohne Genehmigung der Denkmalbehörde abgerissen. Die Verwaltung der Jihlavaer Staatsgüter wurde daraufhin mit einer Geldbuße von 800.000 Kronen belegt. Die Höhe des Betrages wäre identisch mit dem Aufwand zur Wiederherstellung gewesen.

## Ortsgliederung
Die Gemeinde Mirošov besteht aus den Ortsteilen Jedlov (Jedlau) und Mirošov (Miroschau).

## Sehenswürdigkeiten
- Kirche der hl. Familie, das am Dorfplatz befindliche Bauwerk wurde im Stil des Bauernbarock errichtet und ist das Wahrzeichen des Ortes. Besitzer der Kirche ist seit 2007 die Gemeinde Mirošov.
- Statue des hl. Johannes von Nepomuk, an der Kirche
- Kapelle in Jedlov